# Баргилевич, Анатолий Владиславович
Анатолий Владиславович Баргилевич (род. 8 апреля 1969, с. Горщик, Коростенский район, Житомирская область, УССР, СССР) — украинский военный, генерал-лейтенант ВСУ. Начальник Генерального штаба Вооружённых сил Украины (9 февраля 2024 — 16 марта 2025). Командующий Сил территориальной обороны ВСУ (9 октября 2023 — 9 февраля 2024). Бывший заместитель командующего Сухопутными войсками ВСУ по территориальной обороне (2020—2022).

## Биография
Состоит на военной службе с 1987 года. Окончил Ташкентское высшее танковое командное училище.
В 2014 году, в начале войны на востоке Украины занимал должность начальника управления оперативной подготовки Главного оперативного управления Генштаба. Впоследствии работал в штабе Антитеррористической операции.
С 2016 года — начальник оперативного управления — заместитель начальника штаба Командования Сухопутных войск Вооружённых Сил Украины. От 23 августа 2017 года генерал-майор.
В 2020—2022 годах — заместитель командующего Сухопутными войсками, командующий командованием территориальной обороны Украины.
С 2022 года — начальник штаба оперативно-стратегической группировки войск «Хортица».
9 октября 2023 года назначен командующим Сил территориальной обороны ВСУ.
9 февраля 2024 года назначен начальником Генерального штаба ВСУ. От 23 августа 2024 года генерал-лейтенант.
16 марта 2025 года указом президента Украины освобождён от должности начальника генштаба ВСУ и назначен генеральным инспектором Министерства обороны Украины.

## Взгляды
«Если кто-то говорит, что карьера его не обходит, то это обман и себя, и людей. Любой сознательный человек, или военный, или гражданский, хочет, чтобы его замечали, уважали. Я также всегда стремился сделать что-то достойное уважения».

## Награды
- Почётный гражданин Харькова (2024)[13]